# Betty Figueredo
Isabel Beatriz Figueredo Saucedo ―más conocida como Betty Figueredo― (Villarrica, 30 de marzo de 1952) es una cantante folclórica paraguaya.

## Biografía
Cursó sus primeros estudios en la Escuela Gral. Morinigo, donde también comenzó a dar sus primeros pasos en el mundo de la música. Después, en la secundaria en el Centro Regional de Educación Natalicio Talavera, abrazó con convicción la carrera musical.
En marzo de 1970, como integrante de la delegación de Villarrica, ganó la medalla de Oro de la categoría "Solista femenina de canto" en el Festival Centenario de la Epopeya Nacional. En noviembre de ese mismo año llegó a Asunción con sueños y anhelos de incursionar en el arte, lo cual se concretó con su participación en el exitoso programa televisivo "Así Canta mi Patria", en el que fue una de las principales figuras por varios años.
Tiempo después de su brillante colaboración en el programa Así Canta mi Patria, logró una producción televisiva propia, con dos ciclos anuales y con trece años de vigencia. Simultáneamente a su participación en programas televisivos y actuaciones en galas y festivales, grabó varios materiales discográficos como solista y también con renombradas figuras del canto.
En su dilatada carrera realizó presentaciones en Brasil, Argentina, Estados Unidos y Taiwán; fue estrella exclusiva del distinguido restaurante de aquella época, Hermitage. Participó como figura artística de los actos oficiales durante la visita de presidentes de varios países latinoamericanos y personalidades internacionales. Presenció importantes festivales en diferentes localidades del país y en inolvidables galas como artista invitada de la Orquesta Sinfónica de la Ciudad de Asunción y la Orquesta de Cámara de la Ciudad de Asunción.
Protagonizó varias zarzuelas, compartiendo escenario con otras grandes figuras como Oscar Barreto Aguayo, Mario Prono, Blanca Navarro, Raul Valentino Benítez, César Álvarez Blanco, Rafael Rojas Doria, Leandro Cacavelos, Ernesto Báez, Emigdia Reisofer, Sara Giménez, Alejo Vargas, Carlos Gómez, Eduardo Rivas, Luis D´Oliveira, Lito Ortiz, César de Brix, Marco de Brix, con libretos de Mario Halley Mora, Alcibiades González Delvalle, y la musicalización de Florentín Giménez y Neneco Norton.

### Agrupaciones y vida solista
Integró el grupo "Mujeres que Cantan la Guarania" con el que, además de grabar varios discos, realizó numerosas presentaciones, cosechando éxitos a nivel mundial. Posteriormente, formó parte del grupo "Ensamble, Canto y Vida" con el que también grabó un disco y tuvo importantes presentaciones. Además formó parte de Asunción Vocal Ensamble y el Sexteto Remembranzas.
En el año 2002, para festejar sus treinta años de carrera artística y cincuenta años de vida, realizó una magnífica revista musical denominada “Mandu´a rory” (Gratos Recuerdos), acompañada de artistas de primer nivel de la música y del teatro nacional, con quienes compartió escenarios en distintos momentos de su carrera, y rememoró los éxitos y aplausos cosechados en su vida artística. La puesta tuvo tanto éxito, que se tuvo que reprisar. La segunda puesta se realizó en la emblemática Estación del Tren, utilizando como parte de la puesta, los viejos vagones del tren.
Participó como coconductora junto a Nito Ruiz Díaz de programas radiales, en Radio Uno y posteriormente en Radio Caritas por varios años. También condujo programas propios en Radio Nacional del Paraguay y en Radio Ysapy 90.7 FM.
El 2011 fue un año trascendental, pues fue cuando le invadieron las ganas de componer. Comenzó tímidamente y a día de hoy ya posee 2 discos con composiciones suyas. De los festejos del Bicentenario del Paraguay ese mismo año, tanto en Asunción como en Ciudad del Este, se realizaron grandes festivales en el programa de festejos denominado "Vy’a Guasu", a cargo de la Secretaria Nacional de Cultura.
En 2013 decide crear su propia productora bajo el nombre de “Remiandú Producciones”, a través de la cual se forma un sólido equipo de trabajo desde donde se trabaja toda su carrera. Ese año también presentó el primer álbum con creaciones suyas y algunas colaboraciones con otros autores titulado “Betty Figueredo Volumen 1” que cuenta con 13 temas. El mismo álbum también se encuentra en todas las plataformas digitales. En 2019 le tocó el turno a “Vivencias” el siguiente material, esta vez con temas solamente suyos en letra y música. El mismo cuenta con 12 composiciones, de las cuales intervienen su hija Arami Alvarenga interpretando Rosa Britez, dedicado a la alfarera del mismo nombre, quien fuera nombrada Ceramista de América, y su nieto Fabrizio Cazal en los temas Mis Mascotitas y Niño Humilde de Diciembre.
También el 2013 la vio volver a subir a las tablas en la exitosa obra “Entre Amores” con el papel protagónico. La obra estuvo bajo la dirección de Gladys Aveiro, Carmen Campos y Sergio Duarte. Otro material que se presenta es “Eternamente Betty”, un material de lujo que el Diario Última Hora puso a disposición de sus lectores. Fue una recopilación de temas desde el principio de su carrera artística.
El Congreso Nacional de la República del Paraguay “Honorable Cámara de Diputados”, le entrega el 11 de abril de 2013, un reconocimiento por su destacada trayectoria artística como cantante y su valioso esfuerzo en la promoción y difusión del folclor nacional, contribuyendo al desarrollo de la cultura nacional.
En 2014 es nombrada con el título de Miembro de Honor del Foro Iberoamericano de las Artes por la Sociedad de Artistas AIE (Artistas, Intérpretes o Ejecutantes) y la FILAIE (Federación Iberolatinoamericana Artista, Intérpretes o Ejecutantes), por su brillante trayectoria profesional y humana.
En 2018 integró la terna de Artífices del cambio: las mujeres en la innovación y la creatividad “NARANJAITE”, organizado por la Dirección Nacional de Propiedad Intelectual (DINAPI).
Hasta hoy cuenta con innumerables diplomas y trofeos de distintas organizaciones a nivel nacional e internacional. Recorrió con decidido apoyo el camino del arte junto a su marido José Antonio Alvarenga, quien había fallecido en 1996.